# 太陽に乾杯!
『太陽に乾杯!』（たいようにかんぱい）は宝塚歌劇団の作品。星組公演。
宝塚の併演作品は『虹のオルゴール工場』、東京は『リュシエンヌの鏡』。

## 解説
※『宝塚歌劇100年史（舞台編）』の宝塚大劇場公演初演を参考にした。
太陽を題材にしたショー作品。一つの太陽を色々な視点から取り上げ、モダンな感覚で表現されている。太陽を神として祀る古代インカの踊り、雨季が終わった後のジャングルでの踊り、また、太陽に憧れる隔絶された囚人たちを描写している。

## 公演期間と公演場所
- 1963年8月2日 - 9月1日　宝塚大劇場[1]
- 1965年1月1日 - 1月28日　東京宝塚劇場[2]

## 宝塚大劇場公演のデータ
形式名は「グランド・ミュージカル」。22場。

### スタッフ（宝塚大劇場公演）
- 作・演出：横澤英雄[1]
- 音楽：河崎恒夫[3]、中井光晴[3]、高井良純[3]、寺田瀧雄[3]、中野潤二[3]、吉崎憲治[3]、広瀬健次郎[3]
- 音楽指揮：橋本和明[3]
- 振付：河上五郎[3]、岡正躬[3]、佐々木和男[3]、大滝愛子[3]、県洋二[3]、山田卓[3]、喜多弘[3]、朱里みさを[3]
- 装置：石浜日出雄[3]
- 衣装：静間潮太郎[3]
- 照明：北辻芳一[4]
- 音響・録音：松永浩志[4]
- 小道具：生島道正[4]
- 効果：村上茂[4]
- 演出補：柴田侑宏[4]